# Quest for Glory
Quest for Glory är en sorts hybridspel mellan vanliga äventyrsspel och datorrollspel utgivna av Sierra On-Line. Serien utspelar sig i världen Gloriana. Man skapar själv sin figur som kan vara antingen krigare, magiker, tjuv eller paladin och man ska sedan spela som en hjälte genom att ge sig iväg på uppdrag och rädda världen från onda skurkar, såsom vampyrtrollkarlen Ad Avis.
Spelen:
- Quest for Glory: So You Want to Be a Hero
- Quest for Glory II: Trial by Fire
- Quest for Glory III: Wages of War
- Quest for Glory: Shadows of Darkness
- Quest for Glory V: Dragon Fire